# 斗争派
斗争派（羅馬化：Borotbysty）是乌克兰历史上的一个左翼民族主义政党，存在于1918年—1920年。
1918年5月，乌克兰社会革命党内部在是否支持苏维埃政权问题上产生严重分歧，部分成员遂另立乌克兰社会革命党（斗争派）。该党常常被认为与俄国的左翼社会革命党有联系，后者在乌克兰也自称“斗争派”。
1919年3月，该党改名为乌克兰社会革命党—斗争派（共产党人）；同年8月，改名为乌克兰共产党（斗争派）。该党的领导人包括瓦西尔·叶兰-布拉基特内、格里戈里·格林科、伊万·迈斯特连科和亚历山大·舒姆斯基等人。
该党曾两次向共产国际执行委员会申请加入。1920年2月26日，共产国际发布特别决议，要求斗争派解散，并与乌克兰共产党（布尔什维克）合并。
在1920年3月中旬的斗争派代表大会上，通过解散该党的决议。而乌克兰共产党（布尔什维克）第四次全乌克兰代表会议（于1920年3月17日—23日在哈尔科夫举行）也通过接收斗争派入党的决定。
不过，在解散之后，许多斗争派成员选择加入乌克兰共产党 (1920年)，而不是隶属于俄国共产党（布尔什维克）的乌克兰共产党（布尔什维克）。
1920年以后，斗争派运动的历史演变成乌克兰共产党内部两大派系之间的斗争：一方是主张中央集权的亲俄派，另一方是“普遍派”。
1920年代，乌克兰化政策掀起一场前所未有的民族文艺复兴。乌克兰共产党人，尤其是前斗争派成员，推动乌克兰化的进程，将其视为“乌克兰文化革命的武器”。乌克兰化的核心目标，是维护自治权、抵抗日益崛起的斯大林主义。然而，斯大林的中央集权和俄罗斯民族主义逐步摧毁苏联加盟共和国之间的平等。
随后，乌克兰共产党人和知识分子遭到彻底镇压。1936年，苏联当局以肃清虚构的“斗争派中心”为名，清洗斗争派。到1938年，斗争派仍然受到苏联当局的攻击和指控。